# 太史姓
太史姓，為古代漢字複姓。據《姓纂》載：春秋時期齊國太史子余之後，以官為氏，至今太史姓已鮮少在使用。

## 名人
- 太史敫：戰國時人。
- 太史慈：三國時期孫吳名將。
- 太史享：太史慈之子，官至越騎校尉。
- 太史叔明：南朝梁時期名儒，太史慈後世孫。

## 延伸阅读
[在维基数据编辑]
 《欽定古今圖書集成·明倫彙編·氏族典·太史姓部》，出自陈梦雷《古今圖書集成》